# Bandar-e Mahchahr
Bandar-e Mahchahr est une ville en Iran, capitale de la préfecture de Mahchahr (en), dans la province du Khouzistan.
La ville compte 162 797 habitants en 2016.